# Mordella leonensis
Mordella leonensis là một loài bọ cánh cứng trong họ Mordellidae. Loài này được Pic miêu tả khoa học năm 1932.